# Erchanrade Ier
 (janvier 2024).
Si vous disposez d'ouvrages ou d'articles de référence ou si vous connaissez des sites web de qualité traitant du thème abordé ici, merci de compléter l'article en donnant les références utiles à sa vérifiabilité et en les liant à la section « Notes et références ».
Erchanrade Ier est un prélat français, évêque de Paris en fonction vers 775, jusqu'à sa mort en 795.

## Biographie
Un violent incendie consume les titres et les chartes de l'église de Paris, l'évêque s'adresse à Charlemagne qui confirme par un diplôme l'église dans la possession de tous ses biens, hommes et serfs qu'elle possédait antérieurement à la destructions des actes, consistant en plus de 6 000 manses de terres soit 78 000 hectares. C'est cet évêque qui aurait institué les chanoines de Paris.